# Đạn xe tăng
Bài này viết về các loại đạn chính mà xe tăng thường dùng.

## Những loại đạn xe tăng đầu tiên

### APERS (anti-personnel): Đạn chốngbộ binh
Đây là loại đạn đầu tiên mà các xe bọc thép và xe tăng sử dụng. Đạn này vẫn được Nga sử dụng rộng rãi, nhưng phương Tây không sử dụng nhiều. Ví dụ, đạn hộp bi 3Sh-7 được Liên Xô sản xuất nặng 23 kg, chứa 3,4 kg thuốc nổ RDX trộn với nhôm, khi nổ bắn ra 4700 - 4800 mảnh có trọng lượng 1,26g với vận tốc 1000 m/s. Sau này, các loại đạn này được bổ sung kíp nổ điện tử V-429E trong hệ thống Ainet. Khi đạn được lắp vào súng, một hệ thống điện tử sẽ lập trình cho ngòi nổ, đạn sẽ nổ theo khoảng cách yêu cầu. Điều này rất quan trọng khi bắn máy bay.

### Solid AP (Armour Piercing): Đạn xuyên giáp đặc

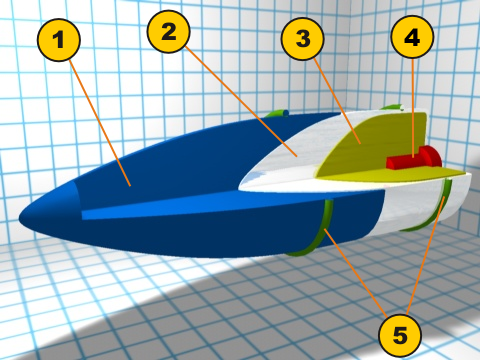
Hình vẽ cắt bổ một quả đạn AP.
1 kim loại mềm nhẹ.
2 hợp kim thép cứng khoan mục tiêu.
3 liều nổ phá.
4 ngòi.
5 đai đạn (để miết vào rãnh xoắn).

Ban đầu, xe tăng bắn đạn HE (High Explosive: Nổ Mạnh) như pháo tự hành tấn công. Sau đó, xe bắn đạn xuyên bằng thép đúc, liều nổ phá giảm đi, khối lượng đạn nhỏ để có đường đạn tốt. Đạn này sau phủ lớp kim loại mềm ở mũi để giảm phân tán lực xuyên của giáp nghiêng. Những cải tiến tiếp theo gồm phủ một lớp kim loại nhẹ, mềm, dày, có mũi nhọn ở đầu, đằng sau là phần hợp kim thép cứng, đưa trọng tâm đạn ra sau, làm đường đạn bắn từ nòng xoắn tốt hơn.
Đạn được dùng rộng rãi cho các loại đại bác xuyên giáp trong Thế chiến 2. Đạn được người Đức phát minh và sử dụng đầu tiên trong Hải quân đầu thế kỷ XIX.

### APCR (Armour Piercing Composite Rigid): Đạn xuyên giáp vật liệu phức hợp cứng
Trong trận Moscow (1941), lần đầu tiên xuất hiện đạn lõi tỷ khối lớn, do quân Đức sử dụng: một thanh wolfram được bọc trong vỏ kim loại mềm, khi gặp giáp, vỏ mềm tụt ở lại ngoài giáp. Người Nga tìm thấy đạn này trong xác xe sau trận đánh. Ngay lập tức, toàn thế giới tổ chức ngăn chặn nguồn cung wolfram của Đức, chủ yếu từ Trung Quốc và Nam Mỹ. Đạn có khối lượng nhỏ hơn đạn AP, nhưng có sơ tốc cao hơn và đường đạn tốt hơn. Tỷ khối lớn cho phép sức xuyên xe tăng lớn hơn. So với đạn dưới cỡ nòng sau này, đạn APCR khi bay trong không khí mang theo vỏ bằng kim loại mềm nhẹ nên dễ mất động năng nhanh.

### APCNR (Armour-piercing, composite non-rigid): Đạn xuyên giáp phức hợp không cứng
Trong Thế chiến 2, cũng có súng chống tăng nhỏ nòng nón, bắn đạn dưới cỡ nòng đơn giản. Đạn có lõi mật độ cao, nhưng vỏ mềm, đạn sẽ bị tóp nhỏ trong nòng, điều này làm giảm đường kính đạn. Nhược điểm là không tương thích với đại đa số pháo có nòng hình trụ, ngoài ra nòng chóng hỏng, không thể tăng động năng đầu đạn. 
Ví dụ, "Littlejohn Adaptor" là đạn tóp nhỏ nòng của quân Anh dùng cho pháo QF 2 pounder (40 mm).

## Đạn xe tăng hiện nay

### HE (High Explosive): Đạn nổ mạnh, trái phá
High Explosive còn gọi là đạn nổ mạnh, sử dụng để bắn sập công trình. Đạn có vỏ thép tốt để xuyên vào trong mục tiêu mới nổ, không vỡ khi va đập. Đạn có 3 chế độ: đợi nổ, chạm mặt mục tiêu nổ (xuyên vào trong bê tông chừng 1 - 2 mét mới nổ) và xuyên sâu mới nổ. Ba chế độ đó dùng cho các loại công trình khác nhau. Mảnh đạn có sức sát thương lớn. Có nhiều loại đạn kết hợp giữa APERS và HE, gọi là HE-FRAG.

### HEAT (High Explosive Anti Tank) Đạn chống tăng dùng thuốc nổ mạnh, đạn lõm

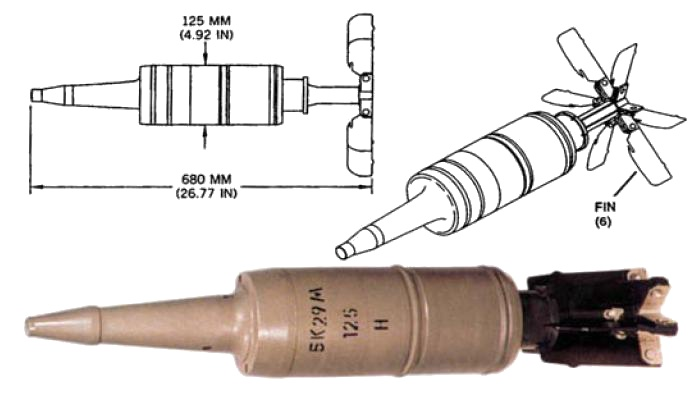
Đạn HEAT-FS 3BK29 125mm. Nga, Ucraina

Nhờ những chất nổ mới, ổn định và mạnh như HMX, người ta hoàn thiện đạn lõm, HEAT. Đạn lõm sơ tốc thấp, đường đạn cong, phân tán mạnh nhưng khi phát nổ nó không tán rộng sức sát thương ra xung quanh như trái phá và sức xuyên không phụ thuộc nhiều vào tốc độ gặp giáp. Trong thế chiến 2, đạn này chưa được sử dụng bắn từ nòng xe tăng do thuốc nổ kém và không chống được phát nổ ngoài ý muốn.
Đạn HEAT-FS là đạn ổn định cánh đuôi. Đạn BK Nga các đời khi ra khỏi nòng cánh đuôi xòe ra. Các đuôi đặt hơi xoáy như đạn cối hay APFSDS bắn từ nòng trơn để bù sai số chế tạo. Đạn HEAT Nga phát triển hơn các nước khác, hiện đã sử dụng rộng rãi liều nối dài đặt ở đầu đạn HEAT chống giáp phản ứng nổ ERA, trong khi các nước khác mới bắt đầu áp dụng.
Đạn HEAT có sơ tốc thấp và tản mát mạnh so với APDSFS. Nhưng đạn không giảm sức xuyên theo tầm. Đặc biệt khi dùng chống công trình, công sự thì đạn lợi thế hơn APDSFS. Phương Tây kết hợp đạn chống bộ binh và đạn xuyên lõm.

### ATGM (Anti Tank Guided Missile) tên lửa chống tăng có điều khiển
Từ thập niên 1960 có nhiều xe tăng bắn đạn tên lửa có điều khiển từ nòng chính mang đầu xuyên lõm ATGM. Đạn này cần hệ thống dẫn bắn và ổn định tháp pháo hiện đại. Đạn tên lửa có điều khiển dễ gây nhiễu, dễ bắn chặn bằng APS và dễ giảm sức xuyên bởi ERA. Hiện nay, hầu hết các đầu nổ lõm Nga và một số của phương Tây có hai tầng để chống lại ERA. Đạn cũng có khả năng sát thương lớn. Khi bắn được thì đạn có độ chính xác rất cao, ngày nay, đây là loại đạn duy nhất đưa tầm diệt mục tiêu thiết giáp hạng nặng đang chuyển động lên 4, 5 km và còn hơn nữa. Một số xe tăng ngày nay cũng được trang bị thêm các ổ phóng ATGM ngoài nòng chính, tăng khả năng đối phó với các mục tiêu phức tạp và dùng nhiều loại đạn, khí tài.

### APDS (Armour Piercing Discarding Sabot) Đạn xuyên dưới cỡ
Đạn lõi cứng này sau trở thành đạn guốc-sabot, đạn xuyên giáp xuất hiện lần đầu năm 1944 trong quân Anh. Đạn là một mũi tên xuyên (KE, kinetic energy penetrator) có đường kính nhỏ hơn cỡ nòng, các guốc đỡ đạn trong nòng văng ra sau khi bắn, đạn không mang liều nổ mà chỉ có một liều cháy dẫn đường. Trong những năm 1960-1970, người ta hoàn thiện đạn sabot, sử dụng carbide-vonphram và DU. Carbide-vonphram là một trong những chất cứng nhất chế tạo được, tỷ khối 15,8 (thép là 7,8). Đạn Carbide-vonphram đạt tỷ khối trung bình 13,5. Đạn DU có vỏ là hợp kim 3/4 titan, 1/4 uran, trong là uran nén tỷ khối chung đạt đến 19,5, những đạn có nhiều lớp như vậy được goi là composite. Các đạn súng nhỏ không nén được như đạn tăng sử dụng các hợp kim staballoy gốc DU, như 99.25%DU-0.75%Titan. Một số hợp kim không gỉ cứng dùng làm đạn nhỏ như AG17 có 20.00% măng gan, 17.00% crôm, 0.30% silic, 0.03% carbon, 0.50% ni-tơ, and 0.05% mô-luýp-đen, còn lại là kim loại khác. Đạn này có khả năng xuyên ổn định khi gặp các loại giáp phức tạp, sơ tốc rất lớn (trên 1400 m/s), đường đạn tốt nhưng sức xuyên giảm mạnh theo tầm bắn. Các tăng hiện đại chỉ đấu sabot ở mặt trước được tầm dưới 2 km.
Hiện tại, đạn phát triển theo hướng tăng độ cứng. DU-Ti được thay bằng các hợp kim DU+ kẽm+ crôm +nicken. APDS-FS là đạn xuyên nhưng có sát thương, có thể bằng một liều nổ nhỏ đi theo. APDS-T là đạn xuyên có dẫn đường. APDS-DU sau khi xuyên vào trong xe tan thành bột và cháy cho nhiệt lượng cao, sát thương lớn. Đạn APDS được chế tạo và sử dụng nhiều từ sau Thế chiến 2 đến thập niên 1960. Khi nâng năng lực của đại bác nòng dài bắn đạn xuyên, đạn APDS mài thành nòng dữ dội, giảm tuổi thọ. Đồng thời, do đường kính KE nhỏ nên quán tính quay không đảm bảo đường đạn tốt. Ngày nay chỉ được dùng cho xe tăng cổ, các loại pháo chống tăng cổ.

### APFSDS (Armour Piercing Fin Stabilised Discarding Sabot) Đạn xuyên thoát vỏ ổn định cánh đuôi

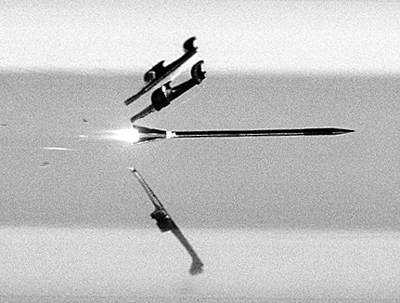
Một viên đạn APFSDS ở thời điểm tách guốc, liều dẫn đường hoạt động.

Do thanh xuyên KE có đường kính nhỏ và dài nên quán tính quay nhỏ, hiệu ứng con quay đạt được trong không khí nhỏ, người ta chuyển sang ổn định cánh đuôi thay cho ổn định con quay. Đạn APFSDS bắn từ súng nòng trơn, ổn định cánh đuôi, cánh đuôi có thể đặt hơi chéo, làm đạn quay chậm để bù các sai số chế tạo, đường đạn tốt hơn. Đây là đạn thanh xuyên chính được dùng hiện nay. Đạn cũng được bắn từ nòng xoắn, lõi cứng quay được trong guốc, nên không quay khi đi trong nòng. Đạn có sabot được dùng lần đầu trong súng phòng không, không phải để xuyên giáp, Đức hồi Thế chiến 2.
Đạn APFSDS-DU M829A1 120mm Mỹ, biệt danh "Silver Bullet", đạn bạc.